# Le Grand Bain (roman)
Pour les articles homonymes, voir Le Grand Bain.
Le Grand Bain est le quinzième tome de la série Journal d'un dégonflé. Il a été écrit et illustré par Jeff Kinney. Le livre, sorti dans sa version originale le 27 octobre 2020, est publié en français le 12 novembre 2020.

## Août
Après les événements du tome précédent, les Heffley doivent rester dans le sous-sol de la grand-mère de Greg. Ils n'arrivent pas à se mettre d'accord sur les destinations de vacances, jusqu'au moment où on les charge de nettoyer le camping-car de l'oncle Gary. Ils partent alors en vacances avec. Dans un premier temps, Greg explique qu'ils ont dû acheter un équipement de survie pour se protéger. Puis, après avoir rendu le camping-car propre, ils ont décidé de faire une virée.
Le premier soir, les Heffley éprouvent de la difficulté à pouvoir s'arrêter. Ils passent la nuit dans un jardin public, sans le savoir. Plus tard, ils décident de se rendre à un parc d'attractions, mais le choix des activités s'avère assez limité en raison de la taille de Manu.
Plus tard, les Heffley envisagent de faire demi-tour et de rentrer chez eux, mais Frank, le père, s'oppose à cette idée. Ils campent tous dans un parc le premier soir,  mais doivent partir après avoir accidentellement utilisé une fusée de détresse. Ils arrivent plus tard dans un camping. Poussé par sa mère, Greg se lie d'amitié avec un groupe de jeunes dont le chef, Briquette, connaît tous les secrets du camping. Il s'invente alors un nom, celui de Jimmy Squale. Cependant, une farce tourne mal et Greg et un autre garçon échappent de justesse à une punition. Cependant, Briquette décide de dénoncer Greg et de lui faire porter le chapeau.
En plus de cela, la famille doit affronter la venue d'une mouffette qui les asperge, les douches publiques et les machines à laver. Mais le pire est à venir quand le camion censé ravitailler le camping ne peut plus y accéder à cause de l'orage. La famille Heffley s'enfuit alors avec la rivière. Manu parvient à les sauver en dirigeant le camping-car.
L'histoire se termine avec les Heffley qui profitent du camping pour eux tous seuls, avec de l'eau claire. Greg mentionne qu'il en parlera à Robert, quand il rentrera de vacances mais qu'il arrangera un peu l'histoire.

## Anecdotes
- Le livre est de couleur bleu ciel.
- Briquette joue le rôle du méchant dans ce roman.
- Robert est quasi absent de ce roman, Greg mentionne que les Jefferson sont partis en vacances en Europe.